# Chanza
Der Chanza (spanisch Río Chanza bzw. Arroyo de Chanza, portugiesisch Rio Chança) ist ein linker (südlicher) Nebenfluss des Guadiana, der durch die Provinz Huelva (autonome Gemeinschaft Andalusien) in Spanien fließt. Er hat eine Länge von ungefähr 117 km und ein Einzugsgebiet von ca. 985 km².
Seine Quelle liegt in der Sierra de Aracena in der Provinz Huelva. In seinem Unterlauf, beginnend in der Nähe von Rosal de la Frontera, bildet er die Grenze zwischen der Provinz Huelva in Spanien und dem Distrikt Beja in Portugal.
Der Chanza mündet ungefähr zwölf Kilometer südöstlich der port. Kleinstadt Mértola in den Guadiana. Ungefähr 400 m vor seiner Mündung in den Guadiana wird der Chanza durch die Talsperre Chanza zu einem Stausee (span. Embalse del Chanza) aufgestaut. 50 m vor der Mündung verbindet die Brücke Puente Internacional del Bajo Guadiana die Ortschaften Pomarão in Portugal und El Granado in Spanien.